# Пранг

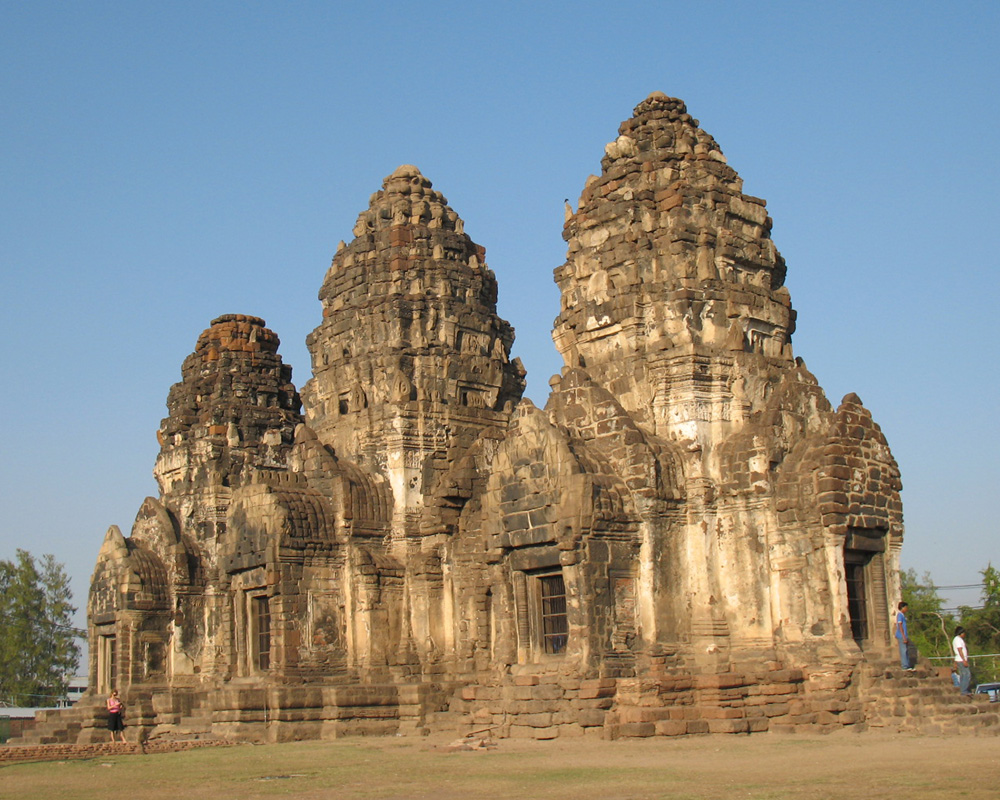
Пранг Сам Йод в Лопбурі

Пранг  (кхм. ប្រាង្គ, тайськ. พระปรางค์, лаосськ. ລະເບີດອອກ)— високий храм у вигляді вежі. Тайським словом prang називають вежі, побудовані в період процвітання Ангкора, однак і сучасніші вежі, побудовані в подібному стилі, також називаються prang. Пранг є частиною комплексу буддійського храму — ват.
В період з першої половини X століття до кінця XII століття кхмерами били побудовані перші пранги на території нинішнього Таїланда, наприклад, пранг в Пхімаї та Лопбурі. Великий вплив на культуру кхмерів завдяки активній торгівлі з Індією зробила її культура. Цей вплив можна помітити і в архітектурних спорудах — пранг (мовою кхмерів «Прасат») дуже схожий на вежу-сікхару індійських храмів.
Спочатку храми були побудовані на честь індуїстких богів, перш за все Шиви та Брахми. Внутрішнє святилище (целла) було досить невеликого розміру, оскільки релігійні ритуали були доступні лише невеликій групі обраних — у столиці кхмерів до целли могла бути допущена тільки одна людина. З іншого боку, техніка кхмерів не дозволяла будувати великі просторі приміщення. Доступ до целли здійснювався через невеликий мандап, звернене зазвичай на схід. Над кубічною целлою височіла центральна вежа, побудована за зразком священної в буддійській космології гори Меру, спочатку в формі піраміди з крутими сходами, чиї лінії почали пом'якшувати з часів побудови комплексу Ангкор Ват.
Після занепаду Кхмерської імперії таїландські архітектори Сукхотхай дещо змінили форму пранга, зробивши його більш високим і вузьким. Відтепер пранг будували з цегли замість пісковика, який використовувався раніш; вхід в целлу вів лише через сходи (приклади подібних будівель — в ватах Пхра Сі Раттан Маха Тхат в Пхітсанулоку і однойменному ваті в Сі Сатчаналай). У пізніших будівлях існує лише невеликий натяк на целлу; вхід до храму споруджено у вигляді ніші, в якій розташована статуя Будди, раніше займало центральне місце всередині храму. Для симетрії подібні ніші повторюються на всіх чотирьох сторонах. Вершина башти прикрашена тризубом (trisula) — зброєю бога Індри.
Сучасний пранг являє собою споруду, що нагадує за формою кукурудзяний качан, архітектура якого лише злегка нагадує початкові пранги кхмерів. Найкращий приклад — Ват Арун, символ Бангкока.